# Sahure
Sahure – władca starożytnego Egiptu z V dynastii

## Lata panowania
- 2496–2483 p.n.e. (Kwiatkowski)
- 2500–2490 p.n.e. (Schneider)
- 2458–2446 p.n.e. (Tiradritti, De Luca)

## Rodzina
Był synem Chentkaus I oraz nieznanego ojca, jej pierwszego męża, bratem (bliźniakiem?) swojego następcy Neferirkare I oraz prawdopodobnie młodszym bratem poprzedniego władcy Userkafa.

## Działalność
Według Kanonu Turyńskiego panował 12 lat, Maneton podaje 13 lat rządów tego władcy.
Prowadził liczne zwycięskie wojny w Azji (m.in. ekspedycje przeciwko Beduinom na Synaju) i Libii. Z wypraw tych przywoził znaczne zdobycze: niewolników, bydło, osły, owce. W jego świątyni grobowej zachowały się inskrypcje dotyczące wielkości zdobyczy w Libii oraz zdobycia bliskowschodniego, nieznanego skądinąd miasta Nedia. Niektórzy (Grimal) jednak powątpiewają w te wojny i sądzą, że kontakty z innymi krajami za panowania tego władcy miały głównie podłoże ekonomiczne (eksploatacja złóż na Synaju i na zachód od Asuanu, wyprawy do krainy Punt).
Zachowały się dowody jego działalności dyplomatycznej i negocjacji z obcymi dworami, np. syryjskim (jedna z jego żon mogła być syryjską księżniczką). Zabytki z jego imieniem odnaleziono w Byblos i Dorak w Anatolii, chociaż niektórzy (Helck) sądzą, że tron w Dorak mógł się tam znaleźć w późniejszym okresie.
Prowadził też ożywioną działalność budowlaną. Wybudował, oprócz swojej piramidy, także na pewno świątynię słońca, której jednak do tej pory nie odnaleziono. Kamień z Palermo i jeden z jego kairskich fragmentów wymienia liczne darowizny na cele ofiarne i na budowę posągów i barek.
Wysyłał także wyprawy morskie do krainy Punt po mirrę, kadzidło, elektron i drewno. Wyprawa taka, przedstawiona na reliefie jego świątyni grobowej, jest pierwszą zapisaną wyprawą egipską do Punt, chociaż na pewno takie wyprawy miały miejsce już wcześniej. Zachowały się również świadectwa wyprawy morskiej, prawdopodobnie do Byblos, której towarzyszył wypad w głąb lądu. Za jego czasów flota morska Egiptu była już dobrze rozwinięta, a wyobrażenia morskiego statku egipskiego z jego świątyni grobowej świadczą o rozwiniętej już technice okrętowej i wcześniejszym długim okresie aktywności morskiej Egipcjan.

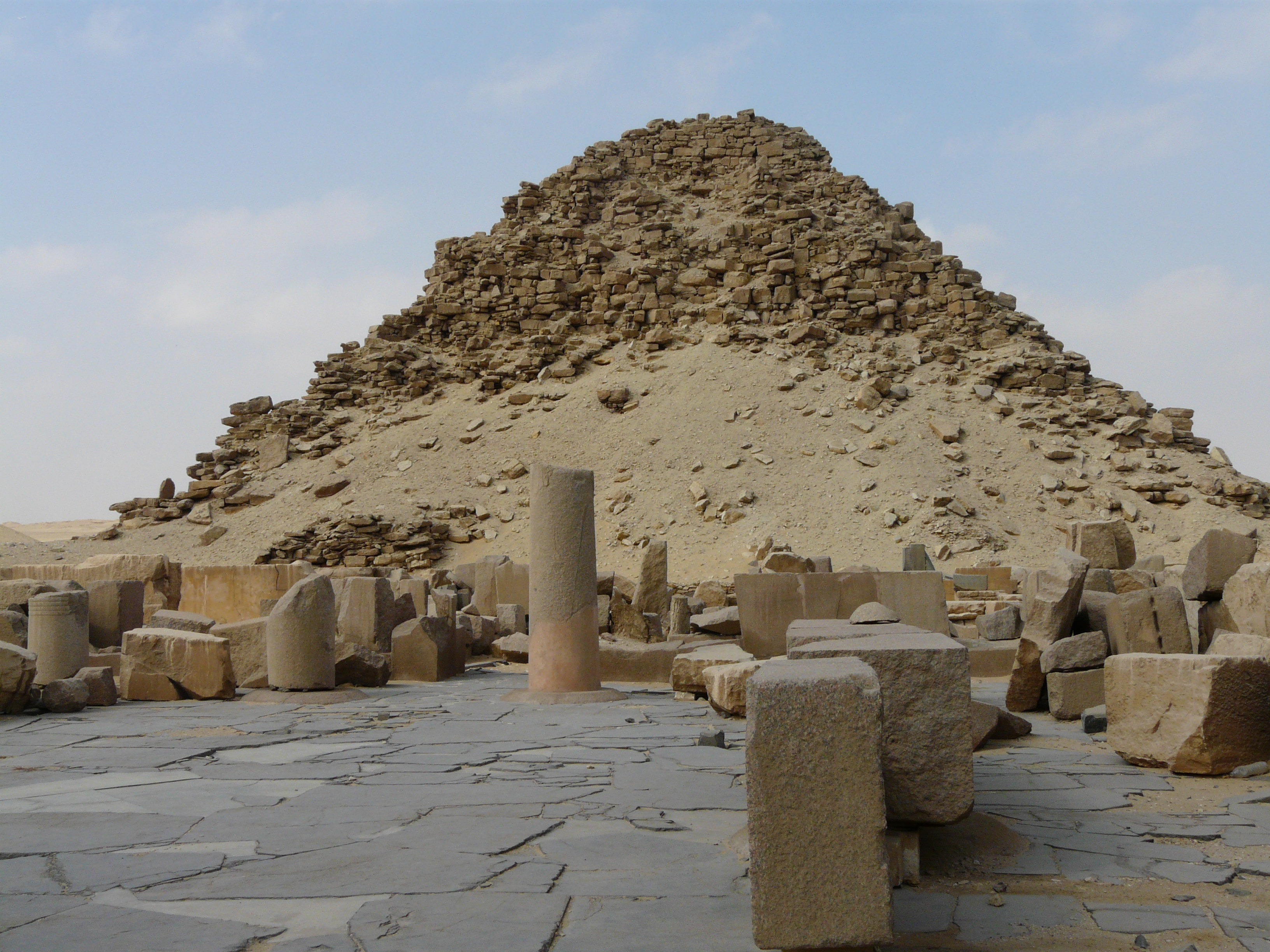
Piramida Sahure

## Piramida
Pochowany został w piramidzie w Abusir, pierwszej, jaka tam została wybudowana. Wiadomo o 22 domenach gospodarczych Sahure na potrzeby kultu pośmiertnego.

## Tytulatura
| G5 |

| G5 |

| V30 · N28 | G43 |

| V30 · N28 | G43 |

| V30 · N28 | G43 |

| V30 · N28 | G43 |

| G5 |

| G5 |

| V30 · N28 | G43 |

| V30 · N28 | G43 |

| V30 · N28 | G43 |

| V30 · N28 | G43 |

| G16 |

| G16 |

| V30 · N28 | G43 |

| V30 · N28 | G43 |

| V30 · N28 | G43 |

| V30 · N28 | G43 |

| G16 |

| G16 |

| V30 · N28 | G43 |

| V30 · N28 | G43 |

| V30 · N28 | G43 |

| V30 · N28 | G43 |

| M23 · X1 | L2 · X1 |

| M23 · X1 | L2 · X1 |

| N5 | D61 | G43 |

| N5 | D61 | G43 |

| N5 | D61 | G43 |

| N5 | D61 | G43 |

| M23 · X1 | L2 · X1 |

| M23 · X1 | L2 · X1 |

| N5 | D61 | G43 |

| N5 | D61 | G43 |

| N5 | D61 | G43 |

| N5 | D61 | G43 |